# A Crosby Christmas
A Crosby Christmas – minialbum muzyczny piosenkarza Binga Crosby’ego zawierający cztery utwory o tematyce bożonarodzeniowej, wydany przez wytwórnię Decca Records w 1950 roku. Wszystkie piosenki przedstawione na tym albumie Crosby wykonał ze swoimi synami: Dennisem Crosbym, Phillipem Crosbym, Lindsay’em Crosbym oraz Garym Crosbym.

## Utwory
| Nr | Tytuł                                     | Długość |
| A  | A Crosby Christmas - Part 1               |         |
| A1 | That Christmas Feeling                    | 3:07    |
| A2 | I'd Like To Hitch A Ride With Santa Claus | 3:07    |
| B  | A Crosby Christmas - Part 2               |         |
| B1 | The Snowman                               | 3:19    |
| B2 | That Christmas Feeling                    | 3:19    |
| B3 | I'd Like To Hitch A Ride With Santa Claus | 3:19    |